# Mednarodna smučarska organizacija
Mednarodna smučarska organizacija (kratica FIS, francosko Fédération Internationale de Ski) je krovna organizacija, ki že vse od leta 1924 skrbi za vsa zimska športna tekmovanja. Sedež organizacije je v Oberhofnu v Švici.

## Ustanovitev
Kmalu po letu 1908, ko je bila ustanovljena norveška smučarska zveza, je bilo že moč slišati prve pobude za oblikovanje mednarodne organizacije, ki bi koordinirala in nadzirali smučarski šport. Leta 1910 se je v Kristiani (današnje Oslo) na Norveškem zbralo 22 delegatov iz 10 držav. Pod norveškim vodstvom so tedaj oblikovali mednarodno smučarko komisijo in tako postavili temelje FIS. Delegati so se v nadaljnjih štirih letih dobivali v Stockholmu,Münchnu, Stockholmu in leta 1914 znova v Christiani, kjer je nemški delegat predlagal, da bi se smučanje vključilo v olimpijsko družino. Na vnovičnih srečanjih leta 1922 v Stockholmu in leta 1923 v Pragi so delegati naredili še korak naprej proti oblikovanju trdne krovne organizacije. Med zimskim športnim tednom leta 1924 v Chamonixu, ki so ga kasneje priznali tudi za prve zimske olimpijske igre, pa je 36 delegatov iz 14 držav naposled le ustanovilo Mednarodno smučarsko zvezo (FIS).

### Vodenje FIS-a
Prvi predsednik je postal Šved Ivar Holquist, ki je vlogo prvega moža opravljal deset let. Nato ga je nasledil Norvežan Nicolai Ramm Östgaard, ki je na čelu ostal do leta 1951, ko je predsednik postal Švicar Marc Hodler. Ta je bil predsednik FIS vse do imenovanja zdajšnjega prvega moža Giana Franca Kasperja. Švicarski smučarski delavec je bil maja 2006 znova izvoljen, tako da bo na čelu FIS ostal vsaj do leta 2010.
Delegati FIS se na kongresih sestajajo vsako drugo leto, izjema je bilo le obdobje okrog druge svetovne vojne. Zadnji kongres je bil leta 2006 na Portugalskem (Vilamoura), leta 2004 je bil v Miamiju v ameriški zvezni državi Florida, pred tem pa se je družina FIS, ki sedaj šteje že 101 nacionalno zvezo, leta 2002 zbrala v Portorožu.
FIS je s kongresov, vrhovnim svetom, sodiščem ter številnimi delovnimi odbori ter komisijami široko razvejana in odločno organizirana zveza, čeprav ji mnogi pogosto očitajo okorelost.

## Panoge FIS-a
- Alpsko smučanje
  - discipline:
    - Smuk
    - Superveleslalom (tudi super-G)
    - Veleslalom
    - Slalom

- Nordijsko smučanje
  - discipline:
    - Smučarski skoki
    - Nordijska kombinacija
    - Tek na smučeh
    - Telemark smučanje

- Ekstremno smučanje
  - Deskanje
  - Hitrostno smučanje